# Escabeche

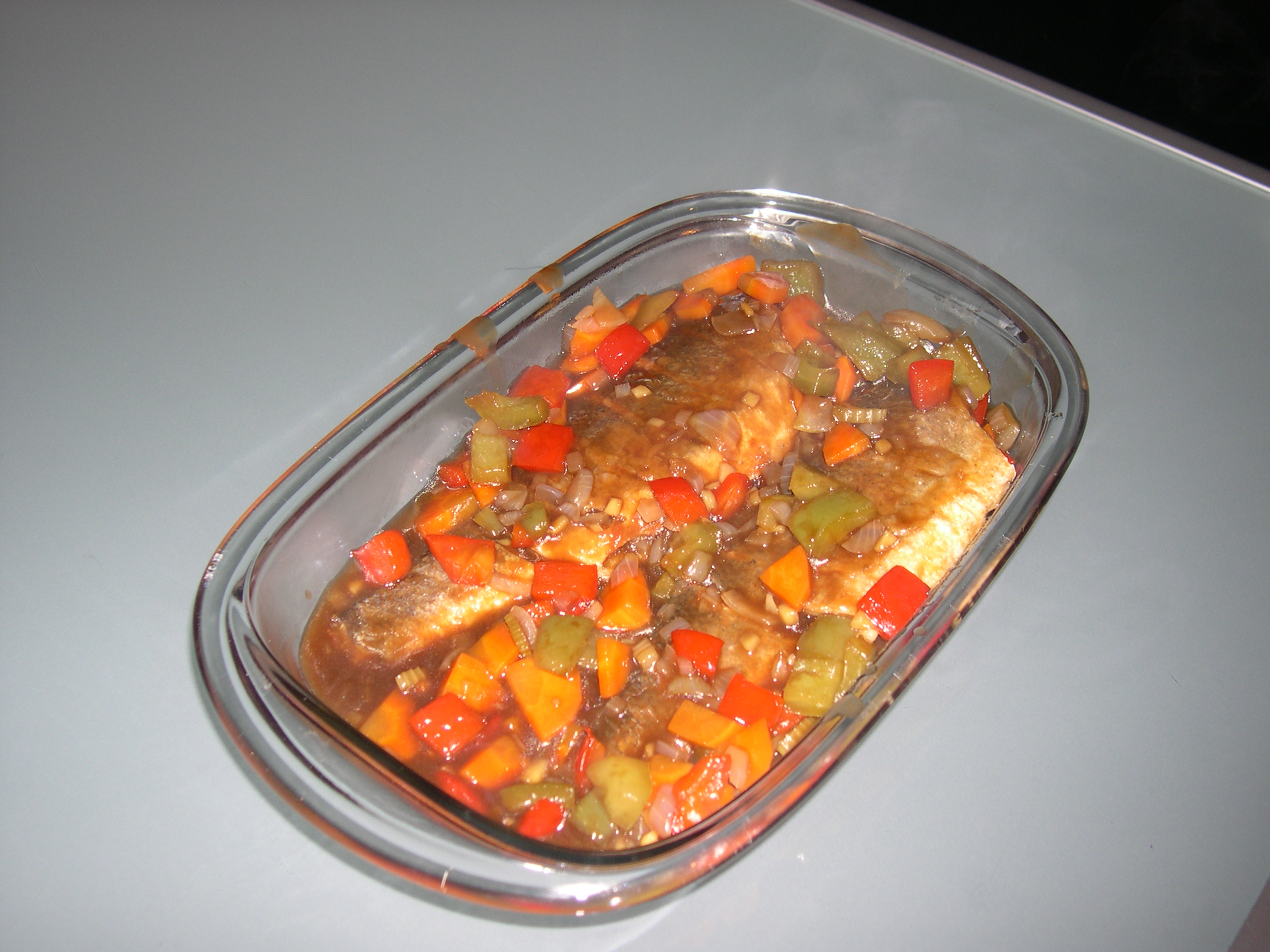
Escabeche zoals gemaakt in de Filipijnen

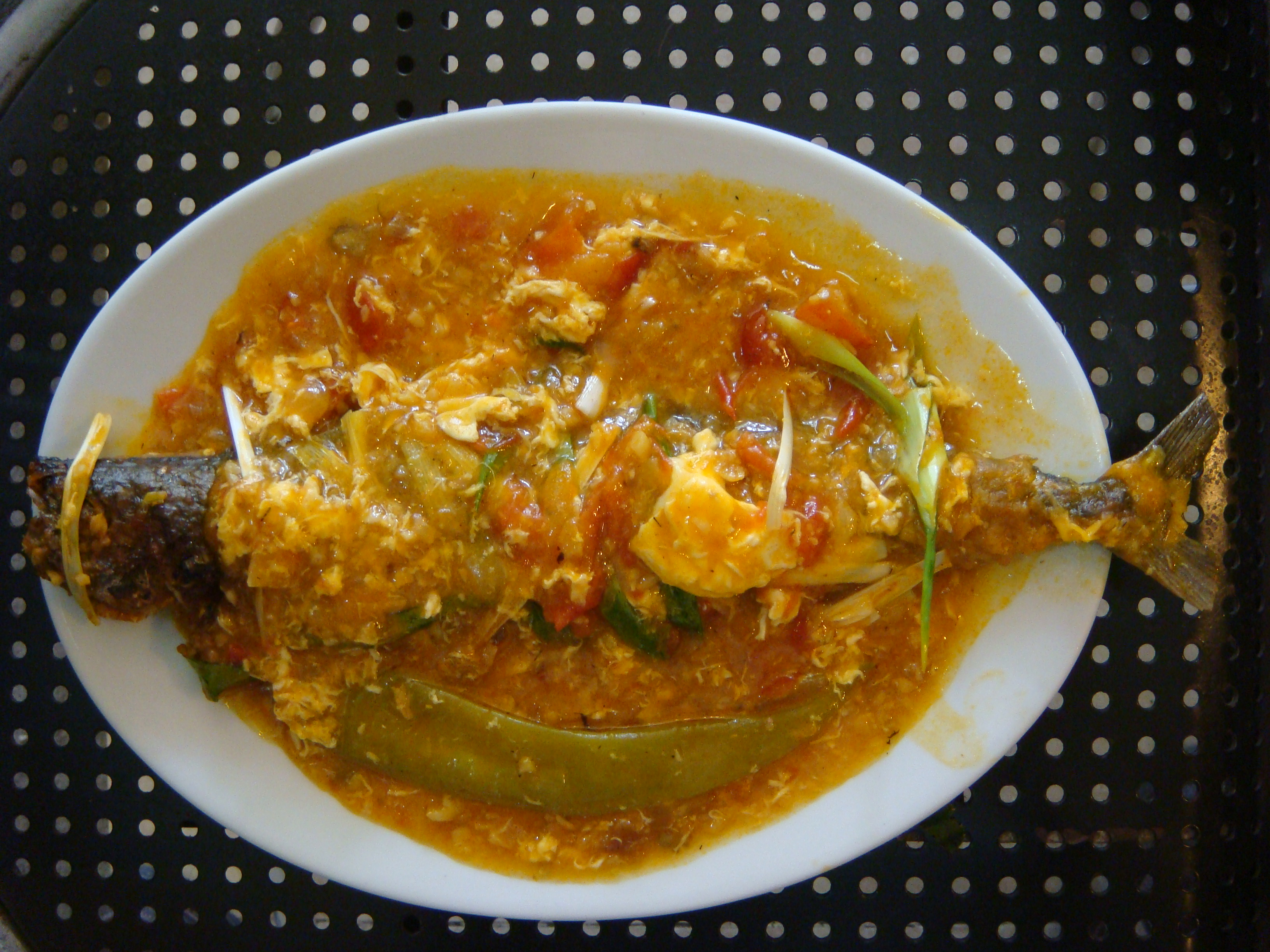
Escabeche van Spaanse makreel (Indische koningsmakreel)

Escabeche is een gerecht dat doorgaans bestaat uit een schotel van gepocheerde of gebakken vis, die voor het opdienen wordt gemarineerd in een zuur mengsel. Deze zure marinade is meestal azijn, maar kan ook bestaan uit het sap van citrusvruchten. Het marineren gebeurt gedurende een of meer nachten in de koelkast. Het gerecht wordt dan ook koud geserveerd.
Escabeche is gebruikelijk in de Spaanse keuken, Panamese keuken, Peruaanse keuken, Puerto Ricaanse keuken, Mexicaanse keuken, de Italiaanse/Napolitaanse keuken ('alla scapece') en populair zowel in de Portugese als Provençaalse keuken. De schotel is ook in Aziatische landen zoals de Filipijnen terug te vinden, zij het met aanpassingen aan het lokale voedsel. Naast visbereidingen bestaan er variaties met kip, konijn en varkensvlees. 
Escabeche is een traditioneel gerecht bij het ontbijt en een manier om vis te conserveren.
Het gerecht staat in andere landen bekend onder verschillende namen. Zo staat het gerecht bekend als "escoveitch" of "escoveech vis" in Jamaica en is daar gemarineerd in een saus van azijn, uien, Chayote, wortelen en Scotch Bonnet pepers. Andere namen waaronder het gerecht bekendstaat zijn "escabecio", "scapece" of "Savoro" in Italië, "Savoro" in Griekenland, en "scabetche" in Noord-Afrika.
Escabeche dient niet te worden verward met een soep gemaakt van kip, ui en kruiden, die bekend is in Belize. Deze soep wordt soms ook wel Belizeaanse escabeche genoemd.
Escabeche is een onderdeel en het begin van het Zuid-Amerikaanse gerecht ceviche.